# Riachinho (Minas Gerais)
Riachinho – miasto i gmina w Brazylii, w stanie Minas Gerais.